# Museo de Anatomía
El Museo de Anatomía es un museo de la Facultad de Medicina de la Universidad de Chile.

## Historia
Los orígenes del museo están relacionados con la historia de la disciplina. Hacia 1857 se trasladó a la calle San Francisco el anfiteatro de anatomía, en el que se guardaban grandes bocales de alcohol con preparaciones y objetos anatómicos destinados a la docencia. La primera adquisición se hizo bajo la dirección de José Joaquín Aguirre, la cual fue una pieza francesa en cartón piedra de tamaño natural con piezas desmontables que el gobierno adquirió hacia 1865 bajo el precio de 1000 pesos. Quien realizaba la labor de gabinete en sus inicios era el Dr. Julio Francisco Lafargue, quien se encargaba de la mantención de los contenidos existentes del sitio.
Hacia el año 1889 se encontraba de la calle San Francisco a la calle "La Cañadilla" como se conoció al antiguo Camino Real del Inca (que posteriormente se conocería como Independencia luego de la entrada del Ejército Libertador en 1818). Se encontraba en el primer piso hacia la izquierda, destacando por la presencia de esqueletos, la estatua de Auzoux y otros preparados guardados en muebles de madera. 

### Instalación en calle Zañartu
Hacia 1918 el museo se incendia y la Escuela de Química y Farmacia, ubicada en la esquina de Independencia, por lo que se decide el traslado del museo hacia Zañartu. En la actualidad depende de la Escuela de Medicina y posee a un inspector del instituto y del museo, quien cuida del patrimonio. 
Son los profesores quienes se encargan y disponen del funcionamiento del museo. El inspector por su parte vela por el orden y aseo del museo, además de poner a disposición a los docentes el material docente adecuado, hacer preparaciones anatómicas, adquirir piezas, conseguir obras, generar publicaciones períodas, instrumentos, etc.
Las piezas que se poseen en la actualidad son, a lo menos, 2300, las cuales se dividen según su técnica de conservación: osteología, momificación, diafanización, corrosión, parafinados y material plástico. 
El 20 de enero de 2016 el Anfiteatro del Instituto de Anatomía y las colecciones del Museo de Anatomía fueron declaradas Monumento Nacional de Chile.